# Surface flash
 (août 2020).
 (décembre 2020).
Si vous disposez d'ouvrages ou d'articles de référence ou si vous connaissez des sites web de qualité traitant du thème abordé ici, merci de compléter l'article en donnant les références utiles à sa vérifiabilité et en les liant à la section « Notes et références ».
Pour les articles homonymes, voir Flash.
Le mécanisme de surface flash correspond à l’expansion très rapide d'une flamme sur un tissu. Cette expansion ne provoque pas immédiatement de combustion.

## Différentes surfaces
D'après les tests effectués, la propagation de la flamme est la plus rapide sur un tissu en coton.
La propagation s'effectue également sur une surface en laine.
Les tissus en polyester ne permettent par contre pas ce phénomène.